# Gwiazdor (film 1996)
Gwiazdor (The Leading Man) – amerykański film obyczajowy z 1996 w reżyserii Johna Duigana.

## Obsada
- Lambert Wilson – Felix Webb
- Barry Humphries – Humphrey Beal
- Thandie Newton – Hilary
- Jon Bon Jovi – Robin Grange
- Anna Galiena – Elena Webb
- Victoria Smurfit – Annabel
- Nicole Kidman – Prezenterka zdobywców nagród
- Harriet Walter – Liz Flett
- Diana Quick – Susan
- Claire Cox – Serena

## Opis fabuły
Odnoszący sukces dramatopisarz Felix Webb zakochuje się w Hilary, aktorce grającej w jego sztuce. Postanawia się rozstać z żoną. Do sztuki zostaje również zaangażowany hollywoodzki aktor Robin Grange, aktor zdobywa sympatię ekipy przygotowującej przedstawienie. Felix zwierza się Robinowi ze swoich problemów, ten oferuje mu "męską pomoc" – chce uwieść jego żonę, by ta nie podejrzewała swojego męża o romans. Sytuacja się jednak komplikuje, gdy Hilary ulega wdziękom Robina, a Elena zakochuje się w nim z wzajemnością. Felix traci grunt pod nogami, a niedługo ma się odbyć premiera sztuki.